# 탄산 암모늄
탄산암모늄(ammonium carbonate)은 염으로, 화학식은 (NH4)2CO3이다. 상업적 탄산암모늄은 이 화합물이 아니라 유사한 암모니아 함량의 다른 화합물이다. 가열 시 쉽게 암모니아와 이산화탄소로 분해되기 때문에 팽창제나 스멜링 솔트로 사용된다. 영어로는 베이커의 암모니아(Baker's Ammonia)라고도 불리며, 현대적인 팽창제인 베이킹 소다나 베이킹파우더보다 앞서 사용되었다. 탄산암모늄은 살 암모니악(sal ammoniac)과 탄산암모니아수(salt of hartshorn)의 성분이기도 하다.

## 제법
탄산암모늄은 이산화탄소와 암모니아를 반응시킴으로써 제조할 수 있고, 1997년 당시 매년 7000톤 가량이 제조되었다.

### 분해
탄산암모늄은 STP에서 두 가지 경로를 통해 분해되기에 어느 순수한 탄산암모늄이라도 곧 다양한 생성물들의 혼합물로 변한다.
탄산암모늄은 자발적으로 중탄산암모늄과 암모니아로 분해될 수 있다.
(NH4)2CO3 → NH4HCO3 + NH3

## 용도

### 팽창제
탄산암모늄의 주 용도는 전통 요리, 특히 북유럽이나 스칸디나비아계 요리를 위한 팽창제로서이다. 베이킹 파우더로 대체가 가능한 경우도 있지만, 그럴 경우 요리가 기존 레시피를 사용했을 때만큼 가볍게 만들어지지 않는다.
팽창제로서의 용도는 몇 세기 전까지 거슬러 올라간다:
세번째 종류의 빵의 경우, 암모니아를 함유한 일종의 염(주로 그 아탄산염)을 반죽에 추가함으로써 소낭성으로 만들 수 있는데, 그 염은 빵을 굽는 과정에서 기체 상태로 전부 바뀌고, 그로써 반죽에 점점 커지다가 결국 터지면서 기체를 빠져나가게 하는 공기 방울을 만들어 빵을 매우 다공성으로 만든다. 아쿰 씨(Mr. Accum)는 그의 요리에서의 독에 대한 논문(Treatise on Culinary Poisons)에서 이 과정을 사기라고 주장하고 맹렬하게 비난했으나, 이는 우리의 관점에서는 매우 부당한 처사이다. 양질의 효모를 구할 수 없을 때 이 염은 훌륭하고도 무해한 대체제로 사용할 수 있는데, 이는 제빵의 비용을 늘려서 제빵사의 수익을 줄이는 한편, 소비자들에게는 이득이 되기에 제빵사들은 이 방법이 불필요했다면 절대로 사용하지 않을 것이다.

## 기타 용도
비록 상업적 생산량은 적지만, 탄산암모늄은 스멜링 솔트의 주 성분이다. 캐나다의 제품인 버클리의 감기약에서는 기관지염 증상을 완화시키기 위한 재료로서 사용된다. 또한, 구토제로서나 씹는 담배인 스코알(Skoal)등의 연기 없는 담배 제품의 재료로서 사용되기도 한다.

## 같이 보기
- 살 암모니악, 염화암모늄의 광물학적 형태

## 참조
1. 1 2  Karl-Heinz Zapp "Ammonium Compounds" in Ullmann's Encylopedia of Industrial Chemistry 2012, Wiley-VCH, Weinheim. doi:10.1002/14356007.a02_243
2. ↑  〈Bread〉. 《The Engineer's and Mechanic's Encyclopedia》 1. Luke Hebert. 1849. 239쪽.